# Sharpie

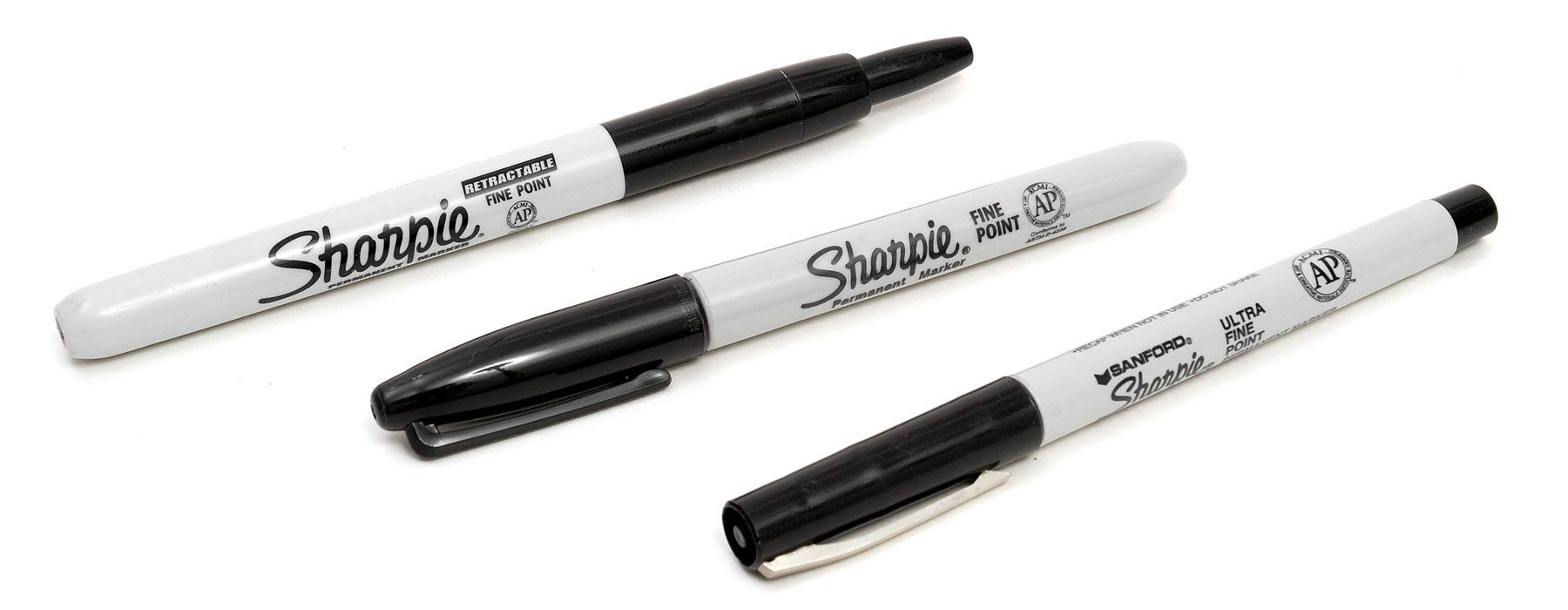
Tre olika Sharpie-pennor

Sharpie är ett amerikanskt varumärke för tusch- och märkpennor. De första pennor som såldes under varumärket Sharpie lanserades i USA 1964 av företaget Sanford Ink Company. Idag ägs varumärket av Newell Rubbermaid.